# Vingt-quatre heures de la vie d'un clown
Vingt-quatre heures de la vie d'un clown (en español: Veinticuatro horas en la vida de un payaso) es un cortometraje francés de Jean-Pierre Melville estrenado en 1945.

## Argumento
Es un cortometraje cuyos actores principales son los populares payasos Béby y Maïss, artistas del Cirque Medrano de París. El corto supone un avance sobre el universo y la intimidad de los célebres artistas de la década de 1940, que han pasado al olvido.
La obra está basada en el libro de Stefan Zweig, de 1927, Veinticuatro horas de la vida de una mujer.
Es el único cortometraje de Melville.